# Шапур I
Шапур I (р. 215., Фирузабад - †272, Бишапур) је био персијски краљ (цар) и владао је од 241. до 272. године године нове ере. Две године касније изненадио је Римљане јер је успео да их порази. Шапур је био највећи од сасанидских шахова и владао је тридесет година.

## Битка са Римљанима
Шапур I је 260. године у бици код Едесе заробио римског императора Валеријана и присилио га на предају. Затим је наредио да га убију, препарирају и јавно изложе. Шапур је желео да постане највећи цар на свету, а његова престоница, Ктесифон, близу Вавилона, била један од најлепших градова тог времена.

## Грађевине
Око 275. године нове ере Шапур I је изградио прелепу палату у Ктесифону у Вавилонији, од које су остале само рушевине. Ктесифон је постао богат град и центар области, одржавајући везе са западом и Кином.